# Włodzimierz Staś
Włodzimierz Staś (ur. 29 czerwca 1925 w Witkowie, zm. 28 lutego 2011 w Poznaniu) – polski matematyk, profesor nauk matematycznych. Specjalizował się w analitycznej teorii liczb. Profesor Uniwersytetu im. Adama Mickiewicza w Poznaniu (związany z Wydziałem Matematyki i Informatyki).

## Życiorys
Dyplom magistra filozofii w zakresie matematyki uzyskał w 1950 na Wydziale Matematyczno-Przyrodniczym Uniwersytetu Poznańskiego (dziś UAM). Dwa lata później uzyskał magisterium z fizyki. Doktoryzował się na macierzystej uczelni w 1959 na podstawie pracy pt. Über einige Abschätzungen in der Theorie der Dirichletschen Reichen (promotorem pracy był prof. Andrzej Alexiewicz). Habilitował się w 1964 roku na podstawie dorobku naukowego i rozprawy pt. O zerach funkcji dzeta i niektórych pokrewnych funkcji w pobliżu prostej σ=1. Rok akademicki 1964-1965 spędził na stażu naukowym w Uniwersytecie Stanu Illinois (Urbana, USA). Tytuł naukowy profesora nadzwyczajnego nauk matematycznych otrzymał w 1980.
Od 1950 był członkiem Polskiego Towarzystwa Matematycznego. Wypromował łącznie 14 doktorów i 200 magistrów. W pracy badawczej zajmował się m.in. zastosowaniami metody Turána szacowania sum równych potęg liczb zespolonych.
Swoje prace publikował m.in. w "Acta Arithmetica", "Colloquium Mathematicum" oraz "Functiones et Approximatio". Zmarł w Poznaniu 28 lutego 2011 roku w wieku 86 lat.